# Bazzit
Das Mineral Bazzit ist ein selten vorkommendes Ringsilikat aus der Beryll-Gruppe. Es kristallisiert im hexagonalen Kristallsystem mit der Zusammensetzung Be3(Sc,Fe3+,Mg)2Si6O18·Na0,32·nH2O und ist damit chemisch gesehen ein wasserhaltiges Beryllium-Ringsilikat. Die in den runden Klammern angegebenen Elemente Scandium, Aluminium und Eisen können sich in der Formel jeweils gegenseitig vertreten, stehen jedoch immer im selben Mengenverhältnis zu den anderen Bestandteilen des Minerals.
Bazzit entwickelt meist durchscheinende, prismatische bis säulige Kristalle bis etwa 2 cm Länge mit hexagonalem Habitus, aber auch radialstrahlige Mineral-Aggregate von hellblauer bis dunkelblauer Farbe bei weißer Strichfarbe. Mit einer Mohshärte von 6,5 bis 7 gehört Bazzit zu den harten Mineralen, die ähnlich wie das Referenzmineral Quarz (7) in der Lage sind, einfaches Fensterglas zu ritzen.

## Etymologie und Geschichte
Erstmals entdeckt wurde Bazzit in der „Seula Mine“ am Monte Camoscio nahe Oltrefiume (Gemeinde Baveno) in der italienischen Region Piemont und beschrieben 1915 von E. Artini, der das Mineral nach dessen Entdecker Alessandro Eugenio Bazzi (1862–1929) benannte.

## Klassifikation
In der veralteten 8. Auflage der Mineralsystematik nach Strunz gehörte der Bazzit zur Mineralklasse der „Silikate“ und dort zur Abteilung „Ringsilikate (Cyclosilikate)“, wo er gemeinsam mit Beryll und Indialith in der „Beryll-Reihe“ mit der Systemnummer VIII/C.06a steht.
In der zuletzt 2018 überarbeiteten Lapis-Systematik nach Stefan Weiß, die formal auf der alten Systematik von Karl Hugo Strunz in der 8. Auflage basiert, erhielt das Mineral die System- und Mineralnummer VIII/E.12-020. Dies entspricht der Klasse der „Silikate“ und dort der Abteilung „Ringsilikate“, wo Bazzit zusammen mit Beryll, Bunnoit, Cordierit, Ferroindialith, Indialith, Pezzottait, Sekaninait und Stoppaniit eine unbenannte Gruppe mit der Systemnummer VIII/E.12 bildet.
Die von der International Mineralogical Association (IMA) zuletzt 2009 aktualisierte 9. Auflage der Strunz’schen Mineralsystematik ordnet den Bazzit in die Klasse der „Silikate und Germanate“ und dort in die Abteilung „Ringsilikate (Cyclosilikate)“ ein. Hier ist das Mineral in der Unterabteilung „[Si6O18]12−-Sechser-Einfachringe ohne inselartige, komplexe Anionen“ zu finden, wo es zusammen mit Beryll, Indialith, Pezzottait und Stoppaniit die „Beryllgruppe“ mit der Systemnummer 9.CJ.05 bildet.
In der vorwiegend im englischen Sprachraum gebräuchlichen Systematik der Minerale nach Dana hat Bazzit die System- und Mineralnummer 61.01.01.02. Das entspricht der Klasse der „Silikate“ und dort der Abteilung „Ringsilikate: Sechserringe“. Hier findet er sich innerhalb der Unterabteilung „Ringsilikate: Sechserringe mit Si6O18-Ringen; mögliche (OH) und Al-Substitution“ in der „Beryllgruppe“, in der auch Beryll, Indialith, Stoppaniit und Pezzottait eingeordnet sind.

## Kristallstruktur

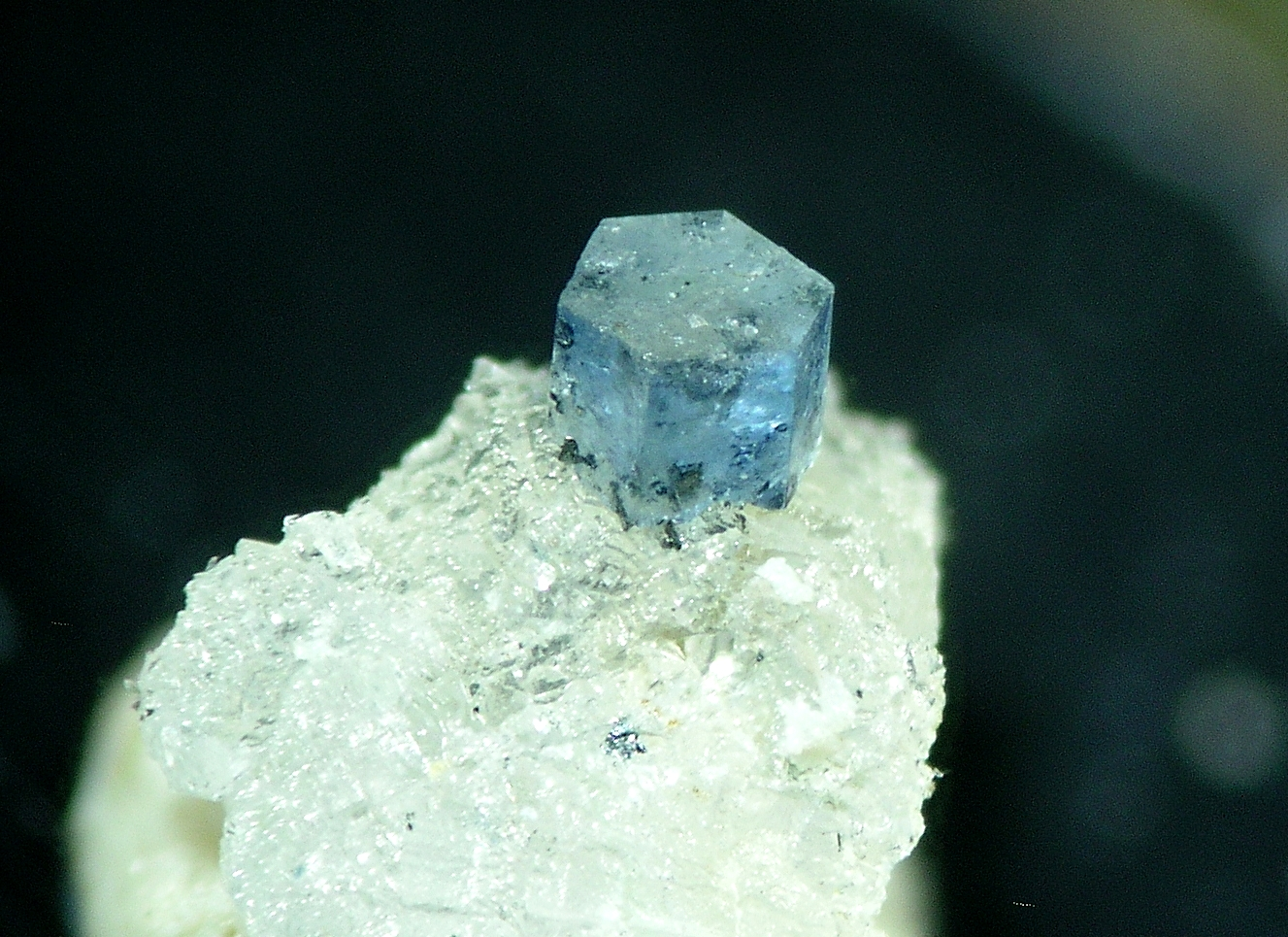
Perfekt hexagonal gewachsener Bazzitkristall vom Berg Fibbia im Schweizer Gotthardmassiv (Bildbreite: 2,6 mm)

Bazzit kristallisiert hexagonal in der Raumgruppe P6/mcc (Raumgruppen-Nr. 192) mit den Gitterparametern a = 9,51 Å und c = 9,11 Å sowie zwei Formeleinheiten pro Elementarzelle.

## Bildung und Fundorte

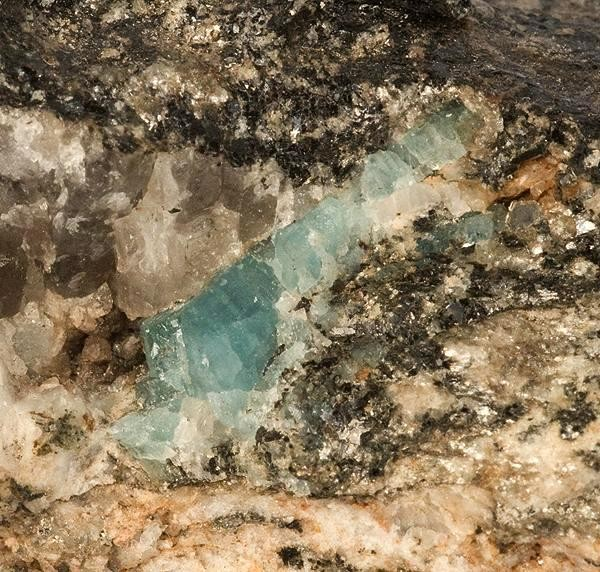
Bazzitkristall, eingewachsen im Muttergestein von der Gjaidtroghöhe im Großen Fleißtal, Österreich
Gesamtgröße der Stufe: 8,7 × 4,9 × 3,6 cm

Bazzit bildet sich durch hydrothermale Vorgänge in alpinotypen, scandiumhaltigen Pegmatit-Gängen und miarolitischen Klüften im Granit. Begleitminerale sind unter anderem Albit, Bavenit, Beryll, Calcit, Chlorit, Fluorit, Hämatit, Laumontit, Muskovit, Orthoklas und Quarz.
Als seltene Mineralbildung konnte Bazzit bisher (Stand: 2011) nur an wenigen Fundorten nachgewiesen werden, von denen etwa 40 als bekannt gelten können. Neben seiner Typlokalität „Seula Mine“ trat das Mineral in Italien noch in der Gemeinde Cuasso al Monte in der Lombardei und bei Agrano (Omegna) im Piemont auf. Ein weiterer Fundort am Petit Mont Blanc im Val Veny ist bisher fraglich.
Erwähnenswert aufgrund außergewöhnlicher Bazzitfunde ist unter anderem Tørdal in der norwegischen Kommune Drangedal, wo bis zu zwei Zentimeter lange Kristalle gefunden wurden.
In Deutschland fand sich das Mineral im Steinbruch Steinerleinbach bei Röhrnbach, bei Saldenburg-Matzersdorf und Tittling-Stützersdorf in Bayern sowie am Firstenstein bei Königshain, am Autobahntunnel der A 4 bei Thiemendorf und am Steinbruch Neuland bei Döbschütz in Sachsen.
In Österreich wurde Bazzit bisher nur an der Gjaidtroghöhe im Großen Fleißtal in Kärnten gefunden. In der Schweiz trat das Mineral am Oberaarsee in Bern, in der Bündner Gemeinde Tujetsch, an mehreren Orten im Gotthardmassiv im Tessin, im Etzlital und bei Gurtnellen im Kanton Uri sowie an mehreren Orten im Kanton Wallis auf.
Weitere Fundorte liegen in Frankreich, Japan, Kasachstan, Russland und den Vereinigten Staaten.